# 세계김치연구소
세계김치연구소(World Institute of Kimchi)는 김치 관련 연구개발을 종합적으로 수행하여 국가기술혁신을 주도하고 국내 김치산업을 식품산업의 대표적인 성장 동력산업으로 육성발전시키는데 기여하고자, 2010년 한국식품연구원 부설기관으로 설립된 대한민국의 기타공공기관이다. 과학기술정보통신부 산하 국가과학기술연구회 소속 정부출연연구기관이다.
세계김치연구소는 김치의 원료, 제조공정, 미생물 및 발효, 저장, 유통, 포장, 위생·안전성 등 모든 분야에서 과학적 연구를 통해 김치산업을 핵심기술 개발하고 국내외 김치산업의 현안에 능동적으로 대처하기 위한 혁신기술을 개발한다. 이렇게 개발된 핵심기술을 김치산업 현장에 보급하고, 김치산업 현안 및 애로사항을 해결함으로써 우리나라 김치산업 발전에 기여하고 있다. 또한 우리나라 전통 발효식품인 김치의 역사적 독자성과 문화적 고유성을 밝히고, 김치 소비 저변 확대를 통한 대중화와 전 세계에 널리 알리는 김치의 세계화의 역할을 수행한다.

## 설립 근거
- 김치산업 진흥법[1]

## 연혁
| 연도          | 주요 내용                                                                                   |
| ------------- | ------------------------------------------------------------------------------------------- |
| 2008. 10.     | 김치 종주국 위상 회복을 위한 세계 최고 수준의 절임류(발효식품) 연구기관 육성 의결(국무회의) |
| 2009. 07.     | 농림수산식품부에서 세계김치연구소 설립 마스터플랜 수립 및 광주광역시로 입지 선정            |
| 2009. 12.     | 한국식품연구원 부설 세계김치연구소 설립 승인(산업기술연구회 제132회 정기 이사회)            |
| 2010. 01.     | 한국식품연구원 부설 세계김치연구소 설립(지식경제부 소관)                                    |
| 2010. 02.     | 세계김치연구소 제1대 소장으로 박완수 박사 임명                                              |
| 2010. 03. 10. | 세계김치연구소 개소식(한국식품연구원 내)                                                    |
| 2012. 05.     | 김치 전문인력 양성기관 지정(국립농산물품질관리원)                                           |
| 2012. 10.     | 청사 준공 및 이전(경기 성남시 → 광주광역시)                                                 |
| 2013. 03.     | 소관부처 변경(지식경제부 → 미래창조과학부 산하 산업기술연구회 소속)                         |
| 2013. 10.     | 세계김치연구소 제2대 소장으로 박완수 박사 임명                                              |
| 2014. 06.     | 소관 연구회 변경(산업기술연구회 → 국가과학기술연구회)                                       |
| 2014. 07.     | 유전자 변형 생물체(LMO) 2등급 연구시설 승인(미래창조과학부)                                 |
| 2016. 11.     | 세계김치연구소 제3대 소장으로 하재호 박사 임명                                              |
| 2017. 07.     | 소관부처 변경(미래창조과학부 → 과학기술정보통신부)                                          |
| 2017. 10.     | 국제공인시험기관(KOLAS) 인정 획득(2017~2021)(국가기술표준원 한국인정기구)                   |
| 2018. 01.     | 우수동물실험시설 지정(식품의약품안전처)                                                     |
| 2018. 11.     | 안전관리 우수연구실 선정(과학기술정보통신부)                                                |
| 2018. 12.     | 가족친화 인증기관 선정(여성가족부)                                                          |
| 2019. 04.     | 식품 등 시험·검사(자가품질위탁검사) 기관 지정(광주지방식품의약품안전청)                     |
| 2021. 08.     | 세계김치연구소 제4대 소장으로 장해춘 박사 임명                                              |
| 2021. 10.     | 국제공인시험기관(KOLAS) 인정 범위 확대(2021~2025)(국가기술표준원 한국인정기구)              |
| 2021. 12.     | 가족친화 인증기관 유효기간 연장 승인(2021~2023)(여성가족부)                                 |
| 2022. 02.     | 공공기관 고객만족도 조사 '우수 등급' 달성(과학기술정보통신부)                               |
| 2022. 06.     | 세계 인정의 날 유공자 포상 단체부문 장관 표창(산업통상자원부)                               |
| 2022. 06.     | 연구지원체계평가 최우수 S등급 달성                                                          |
| 2022. 06.     | 공공기관 안전관리 1등급 획득                                                                |
| 2022. 09.     | 김치자원은행 설립                                                                           |
| 2022. 12.     | 안전보건경영시스템(ISO 45001) 인증 획득                                                     |

## 연구분야
- 미생물기능성연구, 신공정발효연구, 문화융합연구, 산업기술개발, 위생안전성 및 분석 연구

## 같이 보기
- 한국식품연구원
- 김치